# Colurodontis paxmani
Colurodontis paxmani – gatunek morskiej ryby z rodziny Monacanthidae. Jedyny przedstawiciel rodzaju Colurodontis.

## Występowanie
Wschodnia część Oceanu Indyjskiego (Australia).
Dorasta do 12 cm długości.